# 18e groupe d'armées
Le 18e groupe d'armées est une formation alliée pendant la Seconde Guerre mondiale formée le 20 février 1943 lorsque la 8e armée britannique (avançant de l'est) et la 1re armée britannique (avançant en Tunisie depuis l'ouest) se rapprochèrent suffisamment pour mettre en place un commandement coordonné pendant la campagne de Tunisie.

## Histoire
Le 18e groupe d'armées est commandé par le général Harold Alexander et relève du général Dwight D. Eisenhower, commandant en chef du quartier général des forces alliées (AFHQ).
Ses principales formations sont la 8e armée britannique, sous les ordres du lieutenant-général Bernard Montgomery et la 1re armée britannique sous les ordres du lieutenant-général Kenneth Anderson. La 8e armée dispose de trois corps d'armée sous son commandement (Xe, XIIIe et XXXe corps), contenant une variété de forces de l'Empire britannique. Ils avaient combattu sur pratiquement toute la côte nord-africaine à l'est de la Tunisie après avoir remporté une victoire lors de la seconde bataille d'El Alamein en novembre 1942. La 1re armée dispose de quatre corps sous son commandement, dont deux d'origine britannique, les Ve et IXe corps, le IIe corps américain et le XIXe corps français. La 1re armée contrôle les forces ayant débarqué au Maroc et en Algérie en novembre 1942 lors du premier des grands assauts amphibies alliés de la guerre, l'opération Torch.
Le 18e groupe d'armées est confronté à deux armées allemandes, la Panzerarmee Afrika sous le Generalfeldmarschall Erwin Rommel et la 5e Panzerarmee sous le Generaloberst Hans-Jürgen von Arnim. Les deux commandants allemands manquaient de stratégie et de coordination.
La 1re et la 8e armée avaient connu un succès initial très rapide dans leurs campagnes après novembre 1942. Une fois arrivés en Tunisie, ils font face à deux imprévus : la sur-extension des lignes de communication et la grande concentration de troupes allemandes. La 1re armée en particulier essuie des revers cinglants de Rommel lors de la bataille du col de Kasserine. Les formations de vétérans de Rommel affrontèrent le IIe corps américain manquant d'entrainement. Ce n'est qu'après des renforts de troupes plus expérimentées et des quantités d'artillerie dépêchées que la situation se stabilisa.
À la suite de l'engagement du col de Kasserine et d'une consolidation alliée, une nouvelle attaque est lancée. La 1re armée mène l'attaque principale, la 8e armée fournissant un soutien le long de la côte orientale de la Tunisie. Cette attaque conduira finalement en mai 1943 à la reddition des forces de l'Axe en Afrique. 250 000 hommes sont faits prisonniers, un nombre égal à celui de Stalingrad sur le front de l'Est plus tôt dans l'année.
Le général Alexander envoya le message : « Nous sommes les maîtres de la côte nord-africaine ». Le 18e groupe d'armées est finalement dissoute en Tunisie le 15 mai 1943.